# Design Centre Nini Andrade Silva
O Design Centre Nini Andrade Silva é um centro, da autoria da designer madeirense Nini Andrade Silva, que inclui um museu com uma exposição permanente, uma loja e um restaurante que combina a criatividade com a paixão pelas tradições, numa criativa re-interpretação da cozinha regional com a cozinha atlântica. Localiza-se na Fortaleza de Nossa Senhora da Conceição do Ilhéu, no Ilhéu Grande, ou “molhe da pontinha”, na baía do Funchal, na Madeira, Portugal.